# Wielpütz
Wielpütz ist ein Stadtteil von Lohmar im Rhein-Sieg-Kreis in Nordrhein-Westfalen.

## Geographie
Wielpütz liegt im Westen von Lohmar. Umliegende Ortschaften und Weiler sind Scheiderhöhe im Norden, Hammerschbüchel im Nordosten, Höngesberg, Reelsiefen und Scherferhof im Osten, Besenbroich, Büchel und Donrath im Süden, Heppenberg und Meigermühle im Südwesten sowie Meigerhof, Kirchscheid und Feienberg im Westen.
Ein orographisch linker Nebenfluss der Sülz entspringt nordwestlich von Wielpütz.

## Geschichte
1885 hatte Wielpütz 31 Wohnhäuser und 103 Einwohner.
Bis zum 1. August 1969 gehörte der Ort zu der bis dahin eigenständigen Gemeinde Scheiderhöhe.

## Verkehr
- Wielpütz liegt an der Landesstraße 84.
- Nächstgelegene Bahnhöfe sind in Rösrath und in Lohmar-Honrath bei Jexmühle.
- Der ÖPNV wird durch das Anruf-Sammeltaxi (AST) ergänzt. Wielpütz gehört zum Tarifgebiet des Verkehrsverbund Rhein-Sieg (VRS).